# Tony Gaudio
Tony Gaudio (Cosenza, 20 novembre 1883 – Burlingame, 10 agosto 1951) è stato un direttore della fotografia e regista cinematografico italiano che lavorò dagli anni dieci fino ai tardi anni quaranta per il cinema statunitense.
Noto anche con i nomi Antonio Gaudio / Gaetano Gaudio / Tony G. Gaudio, lavorò a Hollywood come direttore della fotografia, collaborando con i più grandi registi, da Lewis Milestone a Raoul Walsh, Frank Borzage, Jacques Tourneur, Howard Hawks, William Dieterle. 
Ottenne la candidatura all'Oscar per Gli angeli dell'inferno, Il conquistatore del Messico, Ombre malesi, Corvette K-225 e L'eterna armonia. Nel 1937 vinse l'Oscar alla migliore fotografia per Avorio nero.
Nel corso della sua lunga carriera, che va dal 1909 fino al 1949, girò anche due film come regista.
Fu il primo italiano ad aver vinto l'Oscar (sebbene il primo nativo italiano sia stato Frank Capra nel 1935, ma immigrato all'età di cinque anni negli USA e già naturalizzato).

## Biografia
Gaetano Antonio Gaudio nacque a Cosenza da Raffaele, fotografo professionista, e intraprese lo stesso mestiere sin da ragazzo  insieme al fratello più vecchio e al fratello più giovane Eugenio. Fu con quest’ultimo che Gaudio mosse i primi passi nel cinema girando dei corti in italiano, e fu sempre con lui che emigrò in America nel 1906 per farsi strada a Hollywood. Arrivati a New York, lavorarono per diverse agenzie che curavano la fotografia dei film e nel 1910 Gaudio diventò capo fotografo della IMP, casa produttrice con divi importanti quali Mary Pickford.
Nel 1916, sia lui che il fratello lavorarono per la Metro, il primo come fotografo e il secondo come regista. Quando, nel 1920, Gaudio andò a lavorare per la First National, Eugenio morì e Tony decise di dedicarsi maggiormente all'American Society of Cinematographers, un organo che avevano contribuito a creare con lo scopo di formare fotografi professionisti. Ciò non di meno proseguì a lavorare nel cinema approdando alla Warner Bros., che aveva acquisito la First National nel 1928, e lì conobbe Sol Polito, un suo conterraneo con cui stringerà un sodalizio artistico con il proposito di ideare nuove tecniche fotografiche. Il suo lavoro non passò inosservato, e nel 1930 arrivò la prima candidatura all'Oscar alla migliore fotografia per Gli angeli dell'inferno, diretto dal miliardario Howard Hughes. 

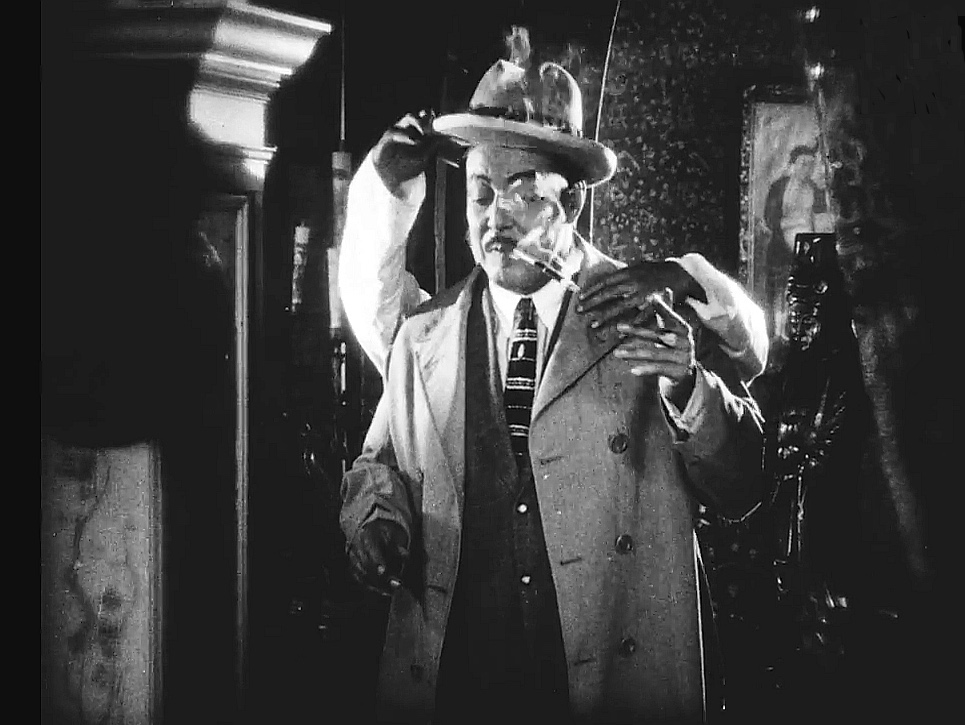
Warner Oland in East Is West (1922)

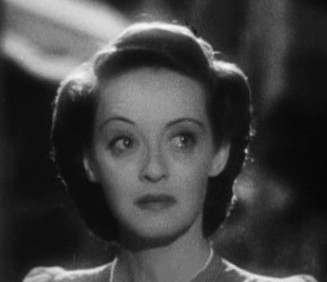
Bette Davis in Ombre malesi (1940)

Nel 1937 vinse la statuetta per il film Avorio nero, divenendo il primo italiano a conquistare il premio, precedendo di 11 anni Vittorio De Sica. Diventò il fotografo abituale di Bette Davis, che apprezzava particolarmente il suo lavoro, e fu un film con la diva, Il conquistatore del Messico, che gli portò la terza candidatura. Una quarta giunse nel 1941 per Ombre malesi, in cui Gaudio illuminò la Davis con la luce della luna piena, mentre l'ultima fu nel 1945 per il film L'eterna armonia di Charles Vidor.
Nel 1949 lasciò il lavoro per ritirarsi a vita privata e morì nel 1951 a 67 anni.

## Filmografia

### Direttore della fotografia
- Napoleon Crossing the Alps, regia di Tony Gaudio (1903)
- Princess Nicotine; or, The Smoke Fairy, regia di J. Stuart Blackton (1909)
- Their First Misunderstanding, regia di Thomas H. Ince, George Loane Tucker (1911)
- The Mirror, regia di Thomas H. Ince (1911)
- Pictureland (1911)
- Artful Kate, regia di Thomas H. Ince (1911)
- A Manly Man, regia di Thomas H. Ince (1911)
- Tracked, regia di Thomas H. Ince (1911)
- The Message in the Bottle, regia di Thomas H. Ince (1911)
- The Secret of the Palm, regia di Joseph W. Smiley (1911)
- The Fisher-Maid, regia di Thomas H. Ince (1911)
- The Better Way, regia di Thomas H. Ince (1911)
- Classmates, regia di James Kirkwood (1914)
- The Woman in Black, regia di Lawrence Marston (1914)
- The Masked Rider, regia di Fred J. Balshofer (1916)
- The River of Romance, regia di Henry Otto (1916)
- Mister 44, regia di Henry Otto (1916)
- Big Tremaine, regia di Henry Otto (1916)
- Pidgin Island, regia di Fred J. Balshofer (1916)
- The Promise, regia di Jay Hunt  (1917)
- The Hidden Children, regia di Oscar C. Apfel (1917)
- The Haunted Pajamas, regia di Fred J. Balshofer (1917)
- The Hidden Spring, regia di E. Mason Hopper (1917)
- Under Handicap, regia di Fred J. Balshofer (1917)
- Paradise Garden, regia di Fred J. Balshofer (1917)
- The Square Deceiver, regia di Fred J. Balshofer (1917)
- The Avenging Trail, regia di Francis Ford (1917)
- Browand Bill (Broadway Bill), regia di Fred J. Balshofer (1918)
- The Landloper, regia di George Irving (1918)
- Lend Me Your Name, regia di Fred J. Balshofer (1918)
- Pals First, regia di Edwin Carewe (1918)
- The Unpardonable Sin, regia di Marshall Neilan (1919)
- A Man of Honor, regia di Fred J. Balshofer e Harold Lockwood (1919)
- La lanterna rossa (The Red Lantern), regia di Albert Capellani (1919)
- In Wrong, regia di James Kirkwood (1919)
- In Old Kentucky, regia di Marshall Neilan (1919)
- The Inferior Sex, regia di Joseph Henabery (1920)
- The Fighting Shepherdess, regia di Edward José e Millard Webb (1920)
- An Adventuress, regia di Fred J. Balshofer (1920)
- Whispering Devils, regia di Harry Garson e John M. Voshell (1920)
- The Forbidden Thing, regia di Allan Dwan (1920)
- Kismet, regia di Louis J. Gasnier (1920)
- The Other Woman, regia di Edward Sloman (1920)
- The Ten Dollar Raise, regia di Edward Sloman (1921)
- Pilgrims of the Night, regia di Edward Sloman (1921)
- The Sin of Martha Queed, regia di Allan Dwan (1921)
- Shattered Idols, regia di Edward Sloman (1922)
- La duchessa di Langeais (The Eternal Flame), regia di Frank Lloyd (1922)
- The Woman He Loved, regia di Edward Sloman (1922)
- East Is West, regia di Sidney Franklin (1922)
- The Voice from the Minaret, regia di Frank Lloyd (1923)
- Adam and Eva, regia di Robert G. Vignola (1923)
- Within the Law, regia di Frank Lloyd (1923)
- Ashes of Vengeance, regia di Frank Lloyd (1923)
- Più forte dell'odio (The Song of Love), regia di Chester M. Franklin e Frances Marion (1923)
- Secrets, regia di Frank Borzage (1924)
- The Only Woman, regia di Sidney Olcott (1924)
- Husbands and Lovers, regia di John M. Stahl (1924)
- The Lady, regia di Frank Borzage (1925)
- Déclassée, regia di Robert G. Vignola (1925)
- Graustark, regia di Dimitri Buchowetzki (1925)
- The Gay Deceiver, regia di John M. Stahl (1926)
- La tentatrice (The Temptress), regia di Fred Niblo e, non accreditato, Mauritz Stiller (1926)
- Upstage, regia di Monta Bell (1926)
- The Blonde Saint, regia di Svend Gade (1926)
- An Affair of the Follies, regia di Millard Webb (1927)
- The Notorious Lady, regia di King Baggot (1927)
- Notte d'Arabia (Two Arabian Knights), regia di Lewis Milestone (1927)
- Il gaucho (The Gaucho), regia di F. Richard Jones   (1927)
- The Racket, regia di Lewis Milestone (1928)
- On with the Show!, regia di Alan Crosland (1929)
- Peggy va alla guerra (She Goes to War), regia di Henry King (1929)
- Rosa tigrata (Tiger Rose), regia di George Fitzmaurice (1929)
- Il generale Crack (General Crack), regia di Alan Crosland (1929)
- Gli angeli dell'inferno (Hell's Angels), regia di Howard Hughes (1930)
- Piccolo Cesare (Little Caesar), regia di Mervyn LeRoy (1931)
- The Front Page, regia di Lewis Milestone (1931)
- La dama e l'avventuriero (The Lady Who Dared), regia di William Beaudine (1931)
- Il coraggio della paura (Sky Devils), regia di A. Edward Sutherland (1932)
- Le tigri del Pacifico (Tiger Shark), regia di Howard Hawks (1932)
- La maschera di Fu Manciu (The Mask of Fu Manchu), regia di Charles Brabin (1932)
- Blondie Johnson, regia di Ray Enright e, non accreditato, Lucien Hubbard (1933)
- Ex-Lady, regia di Robert Florey (1933)
- The Silk Express, regia di Ray Enright (1933)
- Private Detective 62, regia di  Michael Curtiz (1933)
- The Narrow Corner, regia di Alfred E. Green (1933)
- Voltaire, regia di John G. Adolfi (1933)
- Ladies Must Love, regia di E.A. Dupont (1933)
- Il mondo cambia (The World Changes), regia di Mervyn LeRoy (1933)
- Lady Killer, regia di Roy Del Ruth (1933)
- Tanya (Mandalay), regia di Michael Curtiz (1934)
- Il mercante di illusioni (Upper World), regia di Roy Del Ruth (1934)
- Nebbia a San Francisco (Fog Over Frisco), regia di William Dieterle (1934)
- The Man with Two Faces, regia di Archie Mayo (1934)
- The Dragon Murder Case, regia di H. Bruce Humberstone (1934)
- Verso la felicità (Happiness Ahead), regia di Mervyn LeRoy (1934)
- Il selvaggio (Bordertown), regia di Archie L. Mayo (1935)
- The White Cockatoo, regia di Alan Crosland (1935)
- Canzoni appassionate (Go Into Your Dance)
- La lampada cinese (Oil for the Lamps of China), regia di Mervyn LeRoy (1935)
- Front Page Woman, regia di Michael Curtiz (1935)
- Little Big Shot, regia di Michael Curtiz (1935)
- The Case of the Lucky Legs, regia di Archie L. Mayo (1935)
- Il dottor Socrate (Dr. Socrates), regia di William Dieterle (1935)
- La vita del dottor Pasteur (The Story of Louis Pasteur) è un film, regia di William Dieterle (1936)
- L'angelo bianco (The White Angel), regia di William Dieterle (1936)
- Avorio nero (Anthony Adverse), regia di Mervyn LeRoy e, non accreditato, Michael Curtiz  (1936)
- La legge della foresta (God's Country and the Woman), regia di William Keighley (1937)
- Il re e la ballerina (The King and the Chorus Girl), regia di, non accreditato, Mervyn LeRoy (1937)
- L'uomo di bronzo (Kid Galahad), regia di Michael Curtiz (1937)
- Aurora sul deserto (Another Dawn), regia di William Dieterle (1937)
- Emilio Zola (The Life of Emile Zola), regia di William Dieterle (1937)
- Torchy Blane in Panama, regia di William Clemens (1938)
- La leggenda di Robin Hood (The Adventures of Robin Hood), regia di Michael Curtiz e William Keighley (1938)
- Il sapore del delitto (The Amazing Dr. Clitterhouse), regia di Anatole Litvak (1938)
- Garden of the Moon, regia di Busby Berkeley (1938)
- Io ti aspetterò (The Sisters), regia di Anatole Litvak (1938)
- Missione all'alba (The Dawn Patrol), regia di Edmund Goulding (1938)
- Il conquistatore del Messico, regia di William Dieterle  (1939)
- Il grande amore (The Old Maid), regia di Edmund Goulding (1939)
- Non siamo soli (We Are Not Alone), regia di Edmund Goulding (1939)
- I fucilieri delle Argonne (The Fighting 69th), regia di William Keighley (1940)
- Trovarsi ancora (Til We Meet Again), regia di Edmund Goulding (1940)
- Il vendicatore (Brother Orchid), regia di Lloyd Bacon (1940)
- Knute Rockne All American, regia di Lloyd Bacon  (1940)
- Ombre malesi (The Letter), regia di William Wyler  (1940)
- Una pallottola per Roy (High Sierra), regia di Raoul Walsh  (1941)
- La grande menzogna (The Great Lie), regia di Edmund Goulding (1941)
- Con mia moglie è un'altra cosa (Affectionately Yours), regia di Lloyd Bacon (1941)
- Navy Blues, regia di Lloyd Bacon (1941)
- Il signore resta a pranzo (The Man Who Came to Dinner), regia di William Keighley (1942)
- I tre furfanti (Larceny, Inc), regia di Lloyd Bacon (1942)
- Wings for the Eagle, regia di Lloyd Bacon (1942)
- You Can't Escape Forever, regia di Jo Graham (1942)
- Convoglio verso l'ignoto (Action in the North Atlantic), regia di Lloyd Bacon e, non accreditati, Byron Haskin e Raoul Walsh (1943)
- Il fiore che non colsi (The Constant Nymph), regia di Edmund Goulding (1943)
- Le spie (Background to Danger), regia di Raoul Walsh (1943)
- Corvette K-225, regia di Richard Rosson e, non accreditato, Howard Hawks (1943)
- Tamara figlia della steppa (Days of Glory), regia di Jacques Tourneur  (1944)
- Schiava del male (Experiment Perilous), regia di Jacques Tourneur (1944)
- Al tuo ritorno (I'll Be Seeing You), regia di William Dieterle e, non accreditato George Cukor (1944)
- Schiava del male (Experiment Perilous), regia di Jacques Tourneur (1944)
- L'eterna armonia (A Song to Remember), regia di Charles Vidor (1945)
- Il figlio di Robin Hood (The Bandit of Sherwood Forest), regia di Henry Levin e George Sherman (1946)
- Non ti appartengo più (I've Always Loved You), regia di Frank Borzage (1946)
- Una celebre canaglia (Swell Guy), regia di Frank Tuttle  (1946)
- Questo è il mio uomo (That's My Man), regia di Frank Borzage  (1947)
- L'affascinante straniero (Love from a Stranger), regia di Richard Whorf  (1947)
- La valle lunga o Il cavallino rosso (The Red Pony), regia di Lewis Milestone  (1949)

### Regista
- Napoleon Crossing the Alps (1903)
- Sealed Lips (come Antonio Gaudio)  (1925)
- The Price of Success (1925)